# Hireheggadahal, Kudligi
Hireheggadahal là một làng thuộc tehsil Kudligi, huyện Bellary, bang Karnataka, Ấn Độ.